# سن کارلوس ۲، تگزاس
سن کارلوس ۲ (به انگلیسی: San Carlos II) یک منطقهٔ مسکونی در ایالات متحده آمریکا است که در تگزاس واقع شده‌است. سن کارلوس ۲ ۲۶۱ نفر جمعیت دارد.